# Berthold Records
Berthold Records ist ein unabhängiges Musiklabel, das von Bremen aus arbeitet.

## Geschichte
Das Label wurde 2010 von Anton Berthold und Nicholas Bild gegründet, die das Unternehmen bis heute leiten. Es hat mit Klassik-Produktionen angefangen. Mittlerweile hat sich das international ausgerichtete Label auf Jazz spezialisiert und mehr als 50 Tonträger von 35 Acts veröffentlicht. Künstler wie Tal Arditi, Markus Becker, Uli Beckerhoff, Mirna Bogdanović, Phillip Dornbusch, Julia Ehninger, Shauli Einav, Ganna Gryniva, Dani Gurgel, Johanna Klein, Eyal Lovett, Alex Simu, Timo Vollbrecht, Frank Wingold oder Lisa Wilhelm sind vertreten.